# Catedral de Laon
A Catedral de Notre-Dame de Laon ou de Nossa Senhora de Lauduno é uma das mais importantes igrejas do gótico primitivo. Localiza-se em Laon, na França. Foi construída entre os séculos XII e XIII sobre um edifício românico que se havia perdido num incêndio. Foi uma das poucas estruturas religiosas que sobreviveu quase sem danos à Revolução Francesa.

## História

### História inicial
A antiga diocese de Laon foi criada pelo arcebispo Remigius do Reims no final do século V. Presumivelmente, uma igreja primitiva foi erigida logo depois. Laon logo se tornou uma das principais cidades do Império Franco.
Um edifício da igreja posterior, datado dos séculos X ou XI, foi incendiado durante a Insurreição da Páscoa, em 25 de abril de 1112. Os comerciantes e a burguesia de Laon haviam adquirido uma carta comunitária, que logo foi revogada por Bispo Gaudry. A comuna se revoltou, assassinando o bispo. O palácio episcopal foi incendiado; o fogo logo se espalhou para a catedral. Posteriormente, a população camponesa aproveitou a oportunidade para saquear a cidade. Três meses após a insurreição, membros do clero em Laon visitaram a França e a Inglaterra com relíquias pertencentes ao bispado. Usando os recursos arrecadados com a turnê, a igreja foi reconstruída e consagrada em 20 de agosto de 1114, sob Barthélemy de Jur.
No entanto, à medida que a população de Laon crescia, logo ficou claro que era necessária uma catedral maior. A economia de Laon estava em expansão, e a escola de teologia e exegese de Anselmo de Laon estava se tornando uma das mais aclamadas da Europa. Além disso, a carta comunal de Laon foi restabelecida em 1130. No final da década de 1150, a construção da atual catedral havia começado sob Gautier de Mortagne; foi essencialmente concluída em 1230..